# Championnat d'Islande féminin de hockey sur glace
Le Championnat d'Islande de hockey sur glace féminin est la plus haute ligue de hockey sur glace en Islande féminine. Elle est active depuis 2000.

## Palmarès
- 2000 - Ísknattleiksfélagio Björninn
- 2001 - Skautafelag Akureyrar
- 2002 - Skautafelag Akureyrar
- 2003 - Skautafelag Akureyrar
- 2004 - Skautafelag Akureyrar
- 2005 - Skautafelag Akureyrar
- 2006 - Ísknattleiksfélagio Björninn
- 2007 - Skautafelag Akureyrar
- 2008 - Skautafelag Akureyrar
- 2009 - Skautafelag Akureyrar
- 2010 -
- 2011 -
- 2012 -
- 2013 -
- 2014 -
- 2015 - Skautafelag Akureyrar
- 2016 - Skautafelag Akureyrar
- 2017 - Skautafelag Akureyrar